# Supercoppa greca 2006 (pallavolo)
La Supercoppa greca 2006 si è svolta l'11 settembre 2006: al torneo hanno partecipato due squadre di club greche e la vittoria finale è andata per la seconda volta al Panathīnaïkos.

## Regolamento
Le squadre hanno disputato una gara unica.

## Squadre partecipanti
| Squadra           | Qualificazione                     |
| ----------------- | ---------------------------------- |
| Īraklīs Salonicco | Vincitrice Coppa di Grecia 2005-06 |
| Panathīnaïkos     | Vincitrice A1 Ethnikī 2005-06      |

## Torneo
| 11 settembre 2006 Chalkiopouleio, Lamia Durata: ? - Spettatori: ? | Panathīnaïkos | 3 - 0 | Īraklīs Salonicco | 25-21, 25-21, 25-18 |